# لوک تردئوی
لوک اَنتونی نیومن تِـرِدئِـوِی (انگلیسی: Luke Antony Newman Treadaway؛ زادهٔ ۱۰ سپتامبر ۱۹۸۴) بازیگر، خواننده و بازیکن سابق راگبی ۱۵ نفره اهل انگلستان است. وی از سال ۲۰۰۵ میلادی تاکنون مشغول فعالیت بوده‌است و عضو تئاتر ملی جوانان است.
از فیلم‌ها یا برنامه‌های تلویزیونی که وی در آن نقش داشته است، می‌توان به بی روح ، برخورد تایتان‌ها، افشاگر، روز سنت جرج، شکست‌ناپذیر و افسانه‌های واهی اشاره کرد.
وی همچنین برندهٔ جوایزی همچون جایزه لارنس الیویه شده است.